# Pagoda Shwedagon
La Pagoda Shwedagon (IPA: [ʃwèdəgòun zèdìdɔ̀] oppure [ʃwèdəgòun pʰəjá]; Birmano: ရွှေတိဂုံစေတီတော်; MLCTS: hrwe ti. gum. bhu. ra:; ufficialmente Shwedagon Zedi Daw) è uno stupa dorato alto 98 metri situato a Yangon, Birmania. La pagoda si trova ad ovest del lago reale sulla collina di Singuttara, di conseguenza domina il profilo della città. È la pagoda buddista più sacra per i birmani, contenente le reliquie dei quattro Buddha, cioè il sostegno di Kakusandha, il filtro d'acqua di Konagamana, un pezzo dell'abito di Kassapa e otto capelli di Gautama, il Buddha storico. Nel Buddhismo Theravada questi Buddha sono considerati tra i cinque vissuti nell'eone attuale, di una lista di ventotto di cui ventitré di eoni passati.
La Pagoda Uppatasanti di Naypyidaw, s'ispira all'architettura di questa pagoda, pur essendo leggermente più piccola.
Dal 2018 fa parte delle Candidature alla lista dei patrimoni dell'umanità promossa dall'UNESCO.

## Storia
Una leggenda afferma che la pagoda Shwedagon abbia circa 2500 anni. Gli archeologi credono che lo stupa sia stato costruito in epoca più recente, e cioè tra il VI ed il X secolo dai mon. Tuttavia, la questione della sua datazione resta tuttora assai controversa, poiché, secondo la tradizione Theravada, fu costruita addirittura prima della morte del Buddha, avvenuta nel 486 a.C. La storia della Pagoda di Shwedagon ebbe inizio dall'incontro di due fratelli mercanti con Gautama Buddha, dal quale ricevettero otto dei suoi capelli da serbare in Birmania. I due fratelli compirono il loro viaggio in Birmania e, con l'aiuto del re locale, trovarono la collina di Singuattara, dove erano conservate le altre reliquie del Buddha. Quando i capelli vennero presi dal loro cofanetto d'oro per essere conservati, accadde qualcosa di veramente incredibile:
Lo stupa cadde in rovina fino al XIV secolo quando il re Binnya U di Pegu la ricostruì con un'altezza di circa 18 metri. Fu ricostruita parecchie volte e raggiunse l'altezza di 98 metri nel XV secolo.
Una serie di terremoti,durante il secolo seguente, causarono ingenti danni alla struttura. Un terremoto in particolare, quello del 1768, fece crollare la cima dello stupa, che, successivamente, fu riportato all'attuale stato dal re Hsinbyushin (noto come signore dell'elefante bianco), appartenente alla Dinastia Konbaung. Una nuova hti o corona fu donata dal re Mindon Min nel 1871 dopo l'annessione della Birmania meridionale da parte dell'India britannica.

## Galleria d'immagini

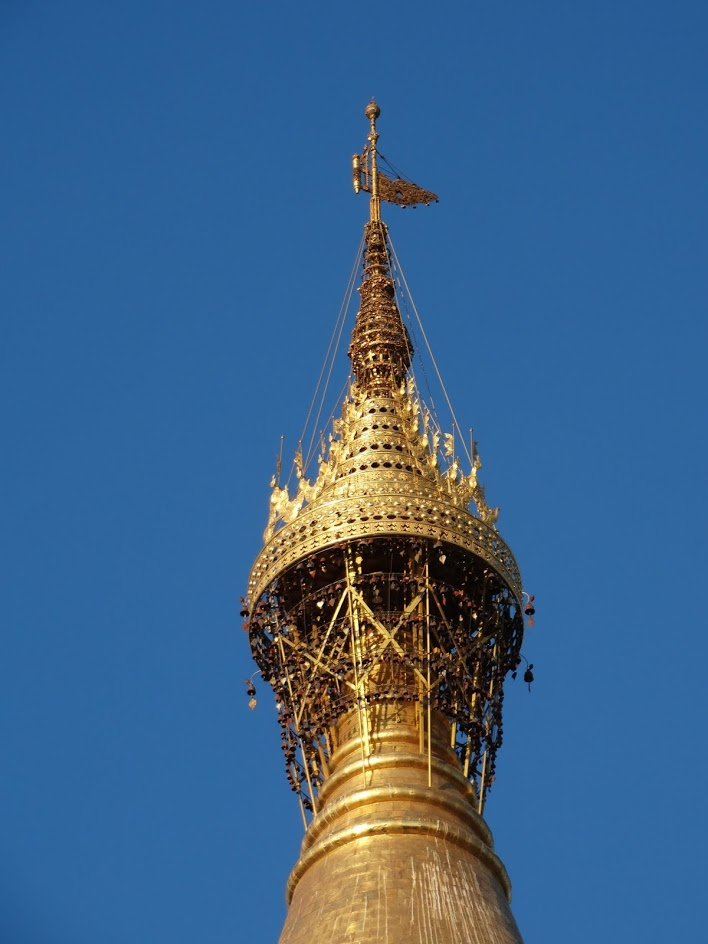
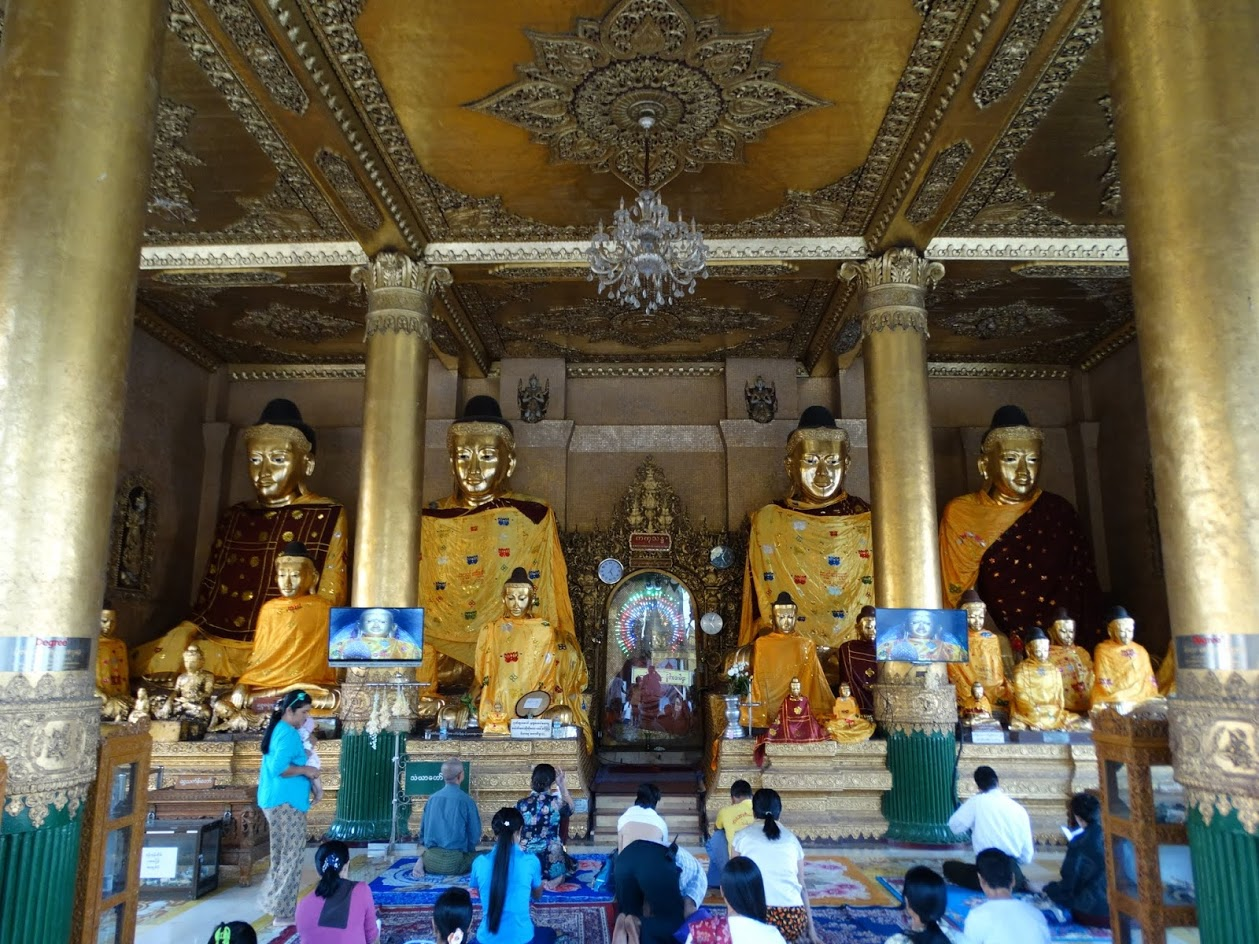
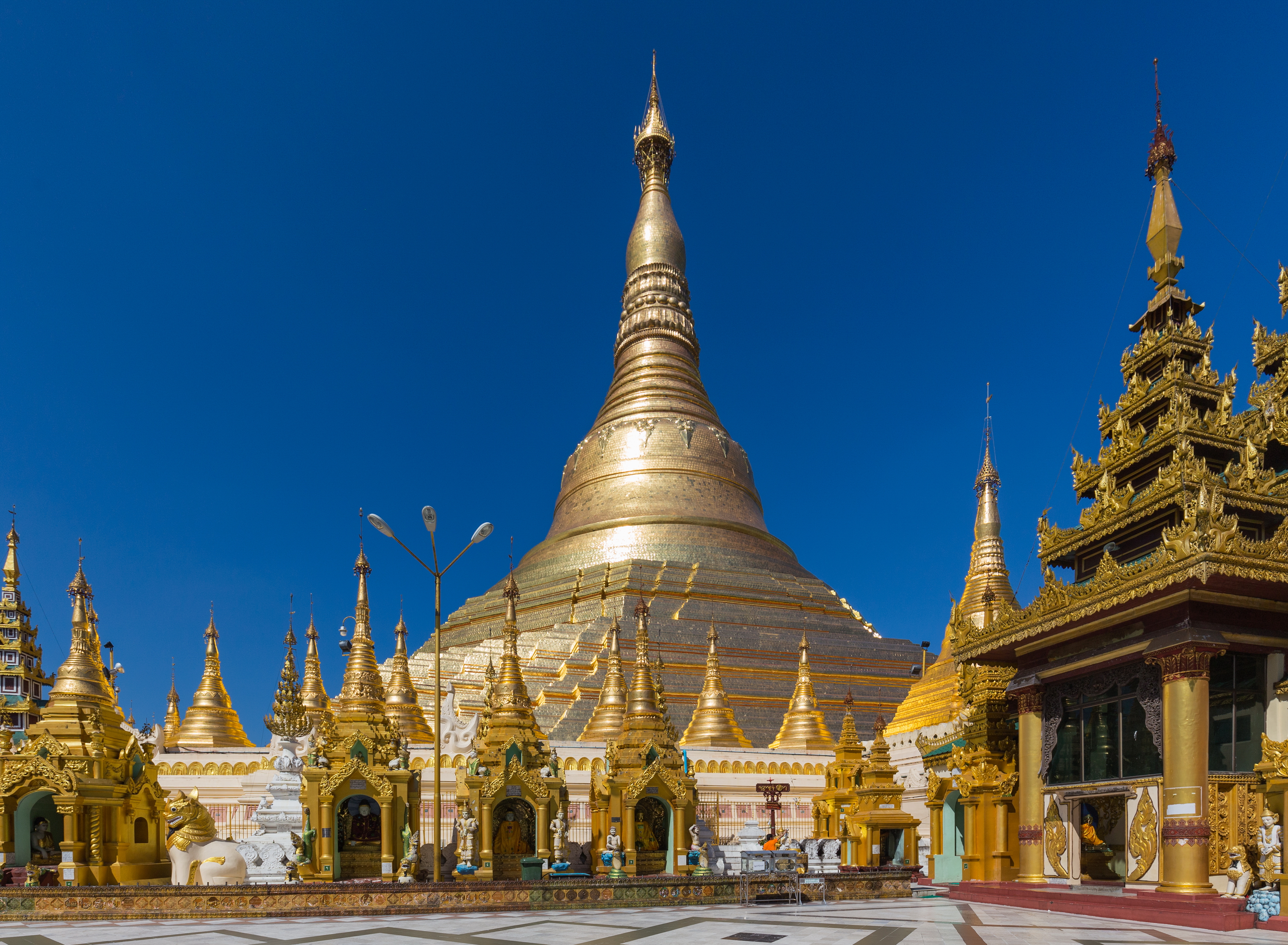
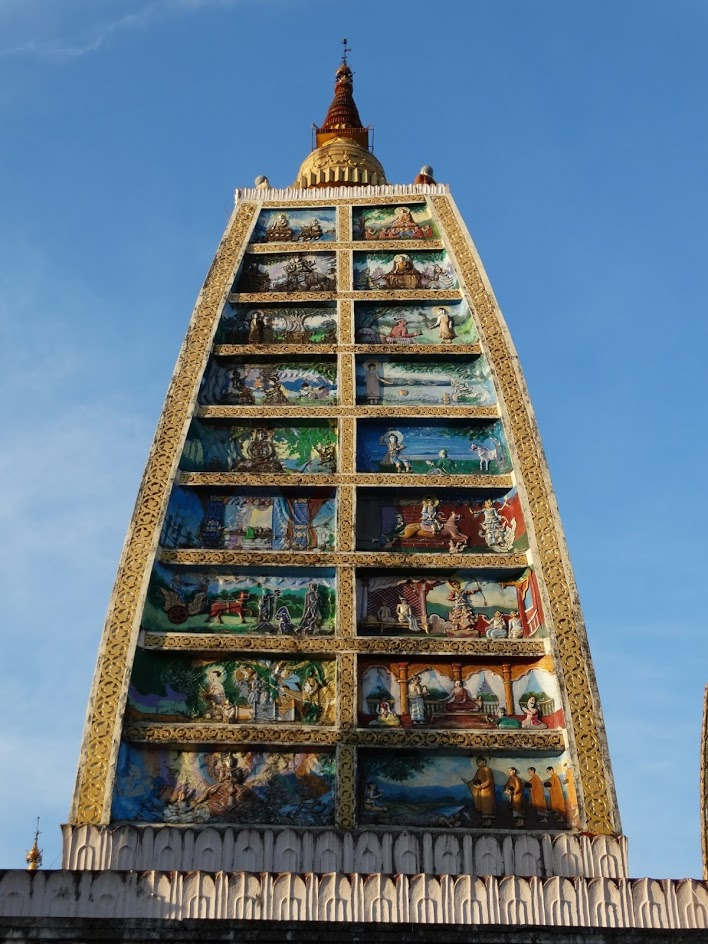
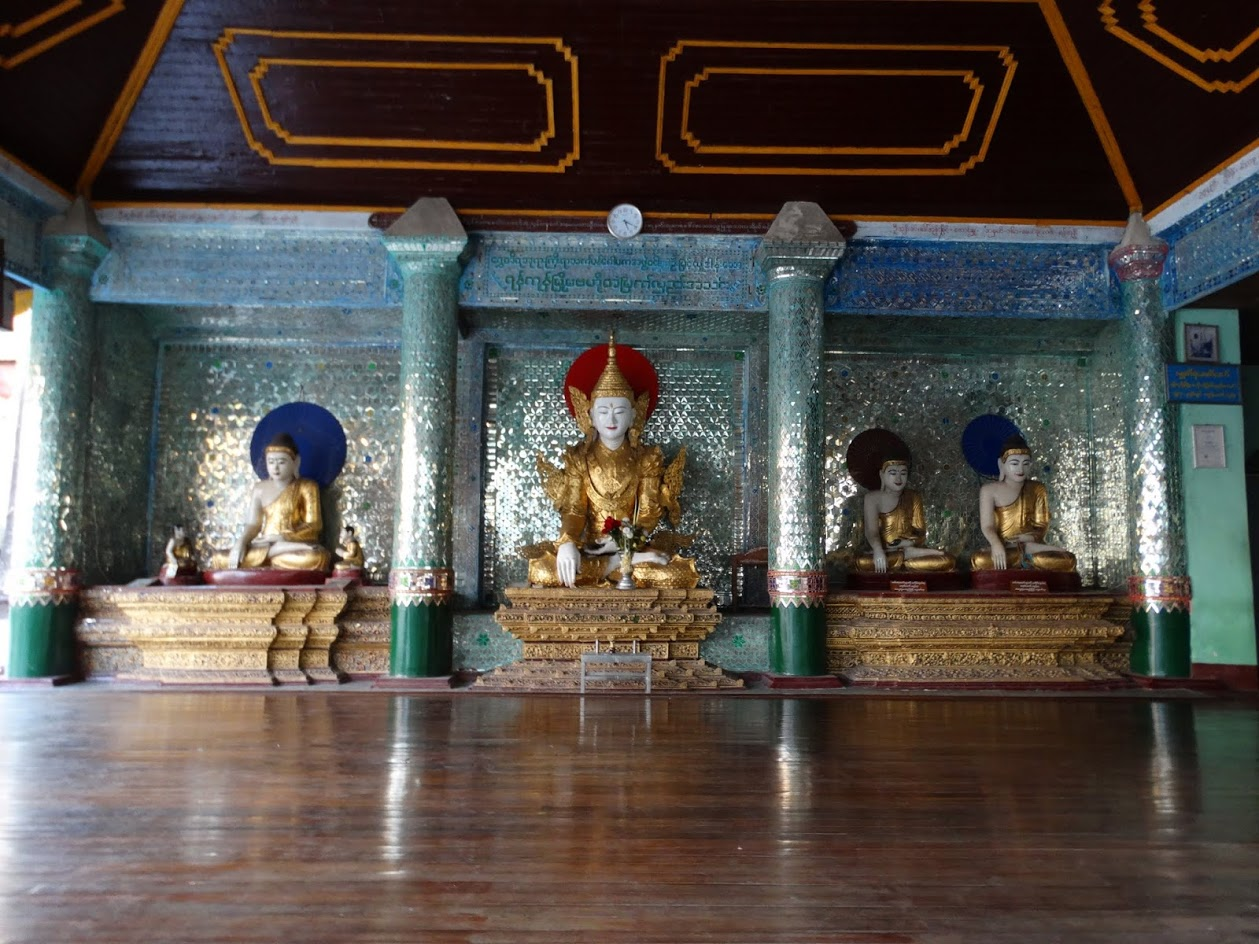
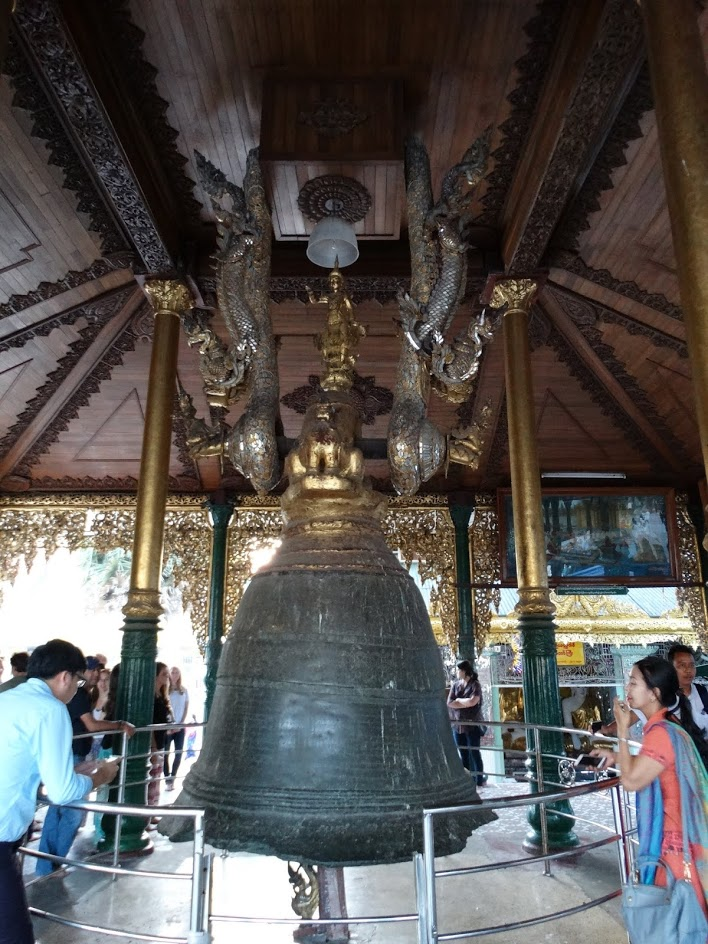
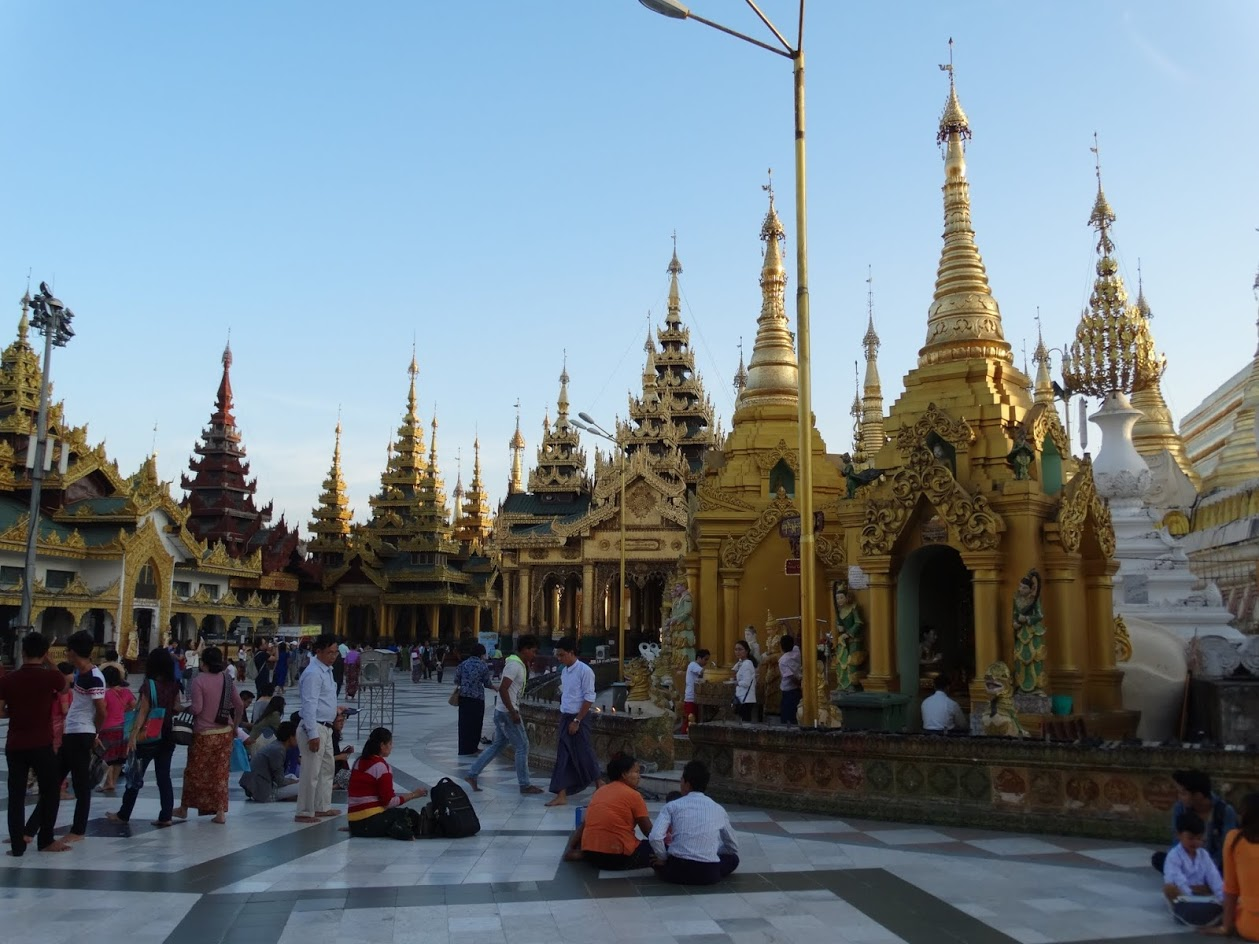
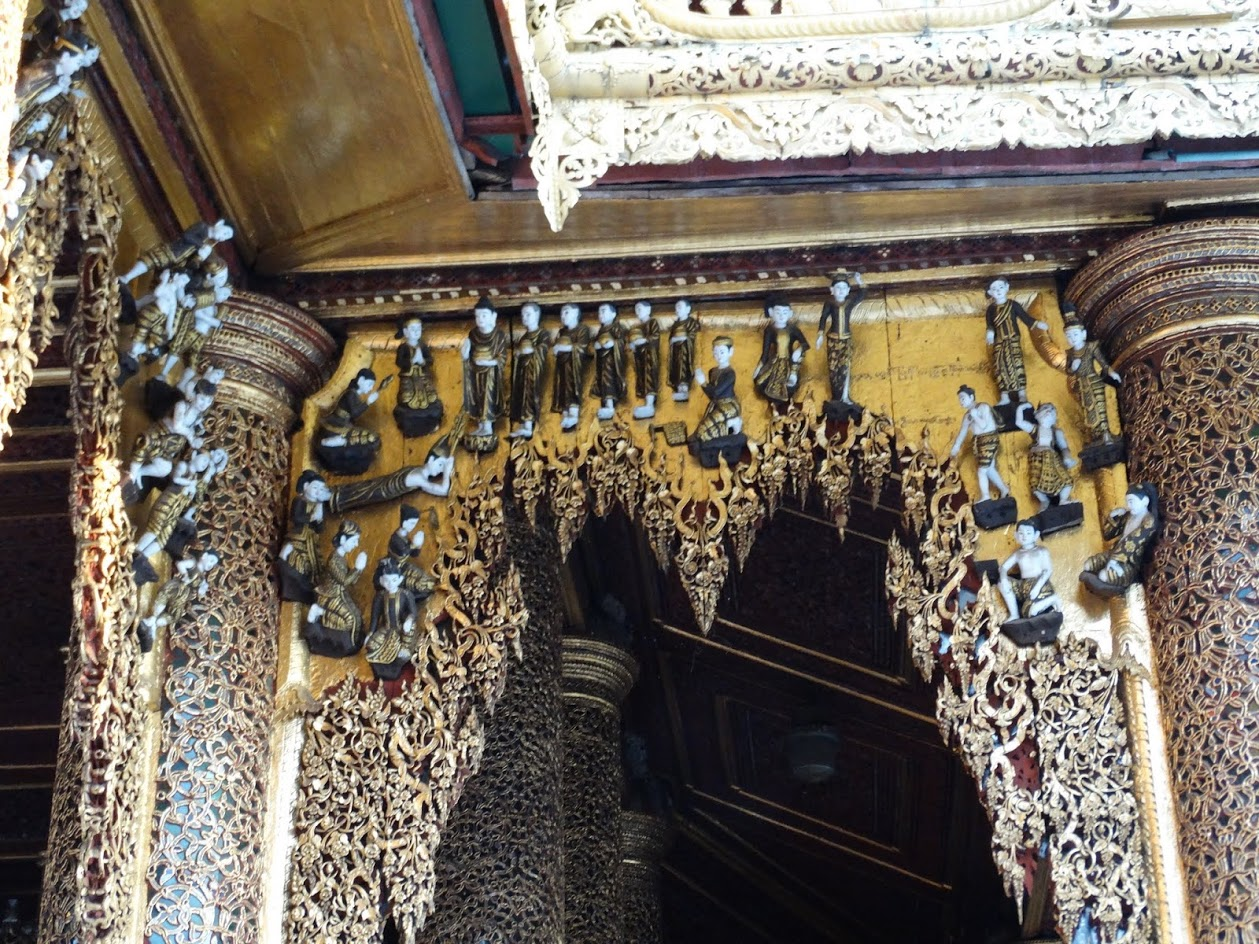
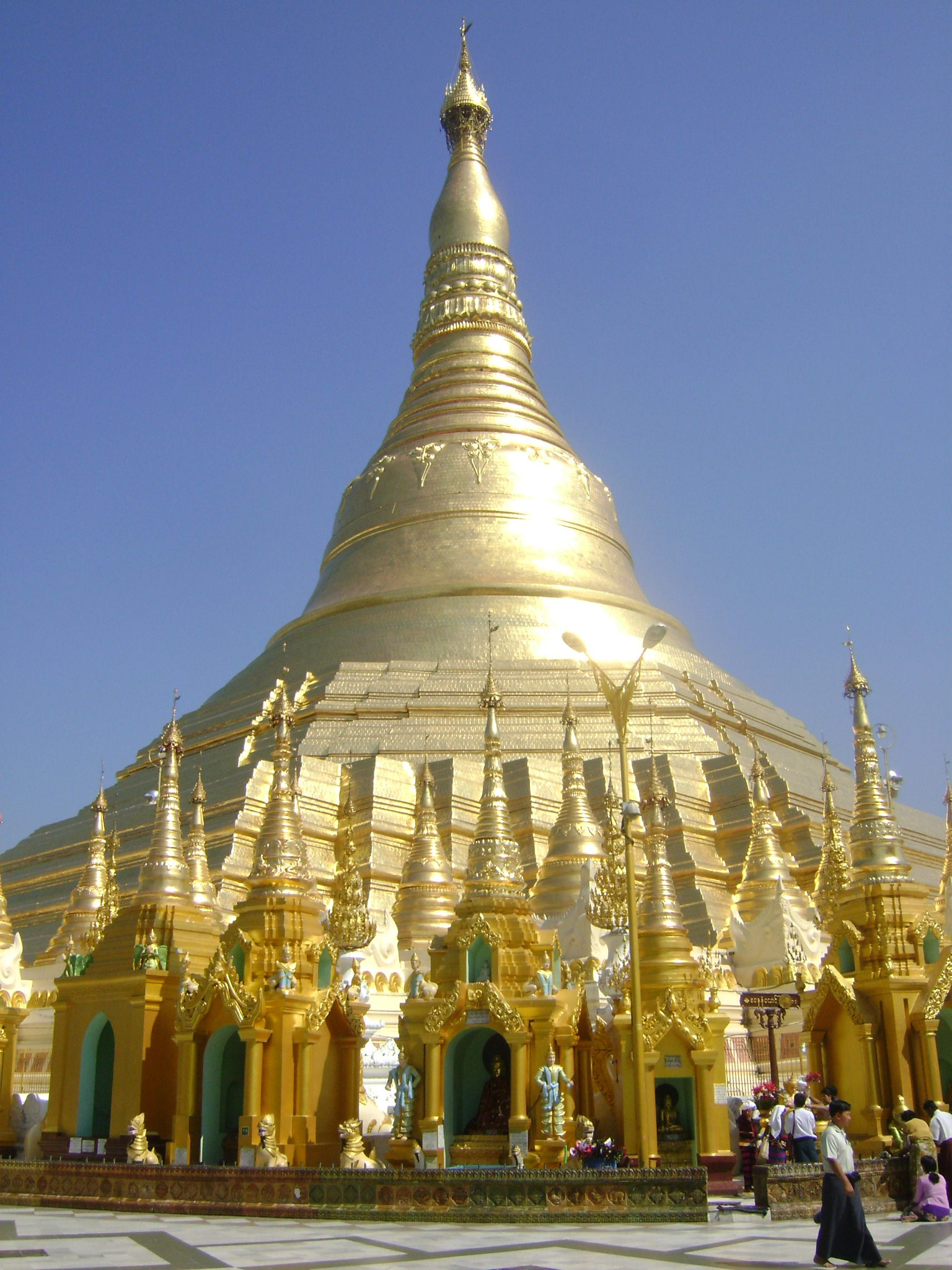